# Annabelle Mandeng

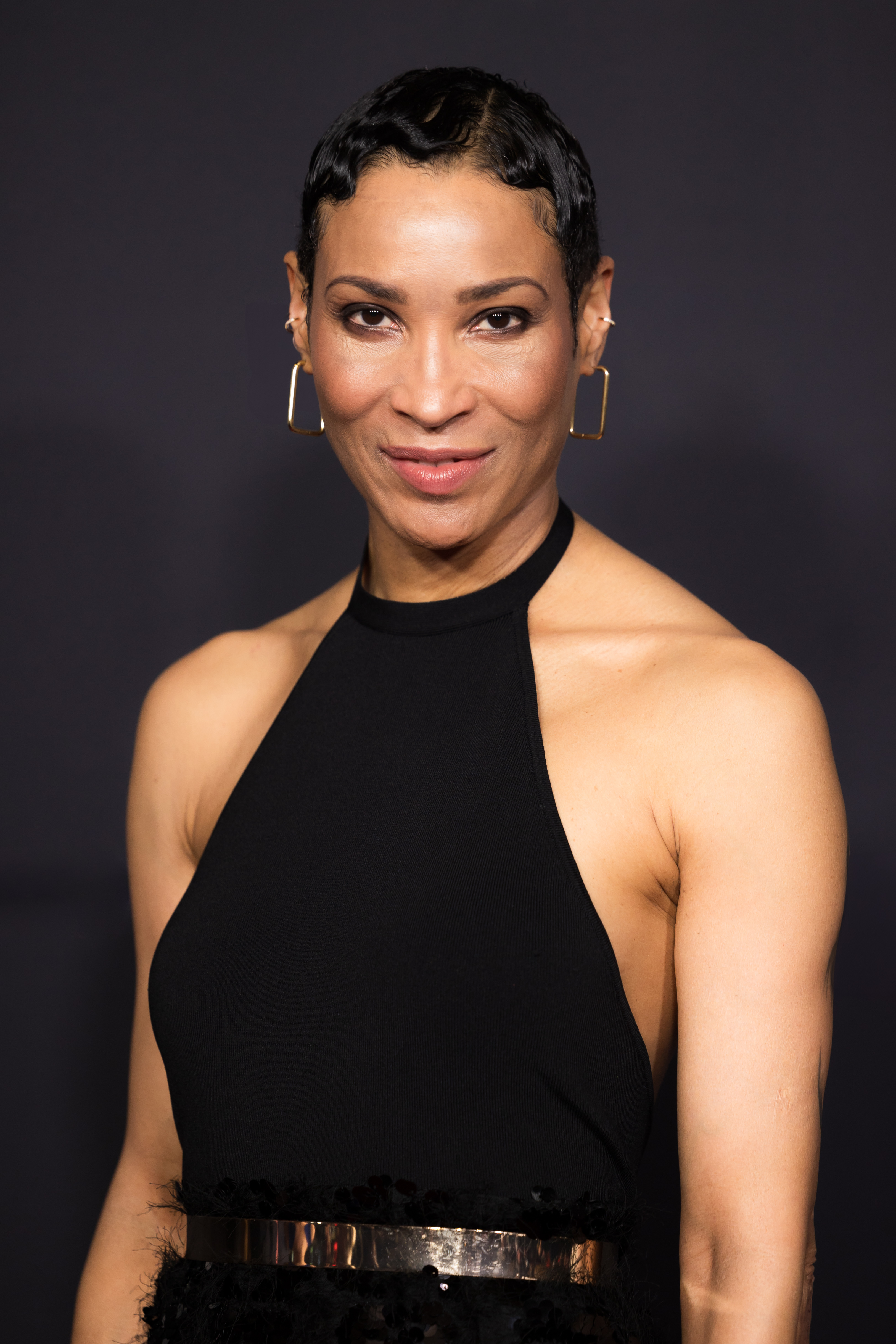
Annabelle Mandeng (2024)

Annabelle Mandeng (* 2. April 1971 in Göttingen, Niedersachsen) ist eine deutsche Schauspielerin, Moderatorin und Synchronsprecherin.

## Leben und Karriere
Annabelle Mandeng wurde als Tochter einer deutschen Studienrätin und eines in Karlsruhe studierenden Kameruners geboren. 1973 trennten sich die Eltern und Mandeng wuchs mit ihrem älteren Bruder bei der Mutter in Bad Zwischenahn auf. Diese nahm 1980 eine Tätigkeit für den Deutschen Entwicklungsdienst in Togo auf und zog mit den Kindern in das westafrikanische Land. Drei Jahre später siedelte die Familie nach Pakistan über, wo Mandeng in Lahore den US-amerikanischen Highschool-Abschluss machte und anschließend in Deutschland das Abitur. Dank ihrer Auslandsaufenthalte spricht Annabelle Mandeng neben ihrer Muttersprache Deutsch fließend und akzentfrei Englisch und Französisch.

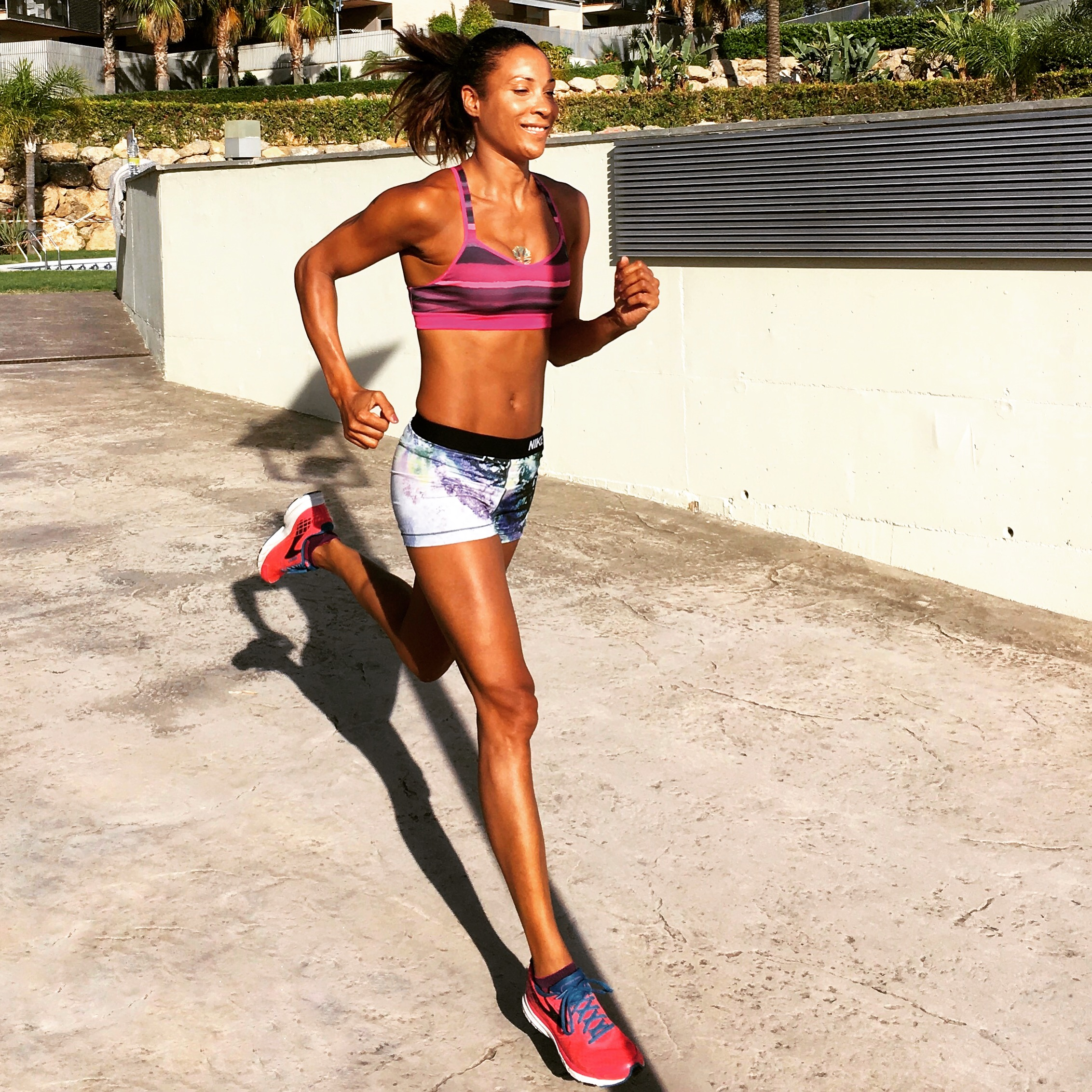
Annabelle Mandeng

Als Schülerin trat sie 1990 in der Sat.1-Sendung Fort Boyard – Ein Spiel für Abenteurer als Kandidatin auf.
Ihre TV-Karriere begann Mandeng bei Hamburg1 als Moderatorin u. a. der Livegameshow Zoom-City und wechselte 1995 als Wetterfee für alle Regionalprogramme zu RTL. Seit 1999 moderierte sie Fit for Fun TV bei VOX. Im Herbst 2000 startete sie die Plauderrunde „Wir vier“ beim ZDF mit Susanne Fröhlich und Sibylle Nicolai. 2006 nahm sie zusammen mit dem Eiskunstläufer Matthias Bleyer an der ProSieben-Show Stars auf Eis teil. Bis 2010 präsentierte sie das 3sat-Magazin vivo. Von 2016 bis 2019 moderierte Mandeng die Wettbewerbsfilme der Berlinale, die Verleihung des Goldenen Ehrenbären, der Berlinale Kamera und der European Shooting Stars. 2020 war sie die Stimme der Berlinale. National und international wird Annabelle Mandeng aufgrund ihrer Sprachkenntnisse als Moderatorin eingesetzt, z. B. für die IFA Global Presse Conference und die European Aviation Awards. Für die deutsche Bundesregierung hat sie das 6. Zukunftsforum geleitet.
Als Schauspielerin spielte sie am Theater sowie neben Otto Sander und Robert Stadlober in dem Kinofilm Donau, Dunaj, Dana und im Tatort Dschungelbrüder jeweils die weibliche Hauptrolle und in der Sat.1-Serie Bis in die Spitzen die durchgehende Rolle „Heidi“.
2016 spielte sie die Rolle der „Kassandra“ in Wanja und Sonja und Mascha und Spike von Christopher Durang und die Rolle des „Bassa Selim“ in der Inszenierung der Entführung aus dem Serail von Rodrigo Garcia an der Deutschen Oper in Berlin, die 2017 und 2020 wieder aufgenommen wurde.
2020 war Mandeng in der Rolle der „Eva“ in Burhan Qurbanis Spielfilm Berlin Alexanderplatz neben u. a. Joachim Król, Jella Haase und Albrecht Schuch zu sehen, der am 26. Februar 2020 im Berlinale-Wettbewerb Weltpremiere feierte.
Am 18. Januar 2025 moderierte sie den Festakt zur feierlichen Eröffnung des Festjahres 2025 der Europäischen Kulturhauptstadt Chemnitz im Opernhaus Chemnitz. Am 20. März 2025 moderierte sie zudem die Verleihung des Medienpreises der Deutschen AIDS-Stiftung.

## Veröffentlichungen
- Umwege sind auch Wege: Vom Schwarzsein und anderen Abenteuern, Eden Books, Berlin 2021, ISBN 978-3-95910-315-2

## Filmografie (Auswahl)
- 1998: Einsatz Hamburg Süd – Sport ist Mord (Fernsehserie)
- 1999: SK-Babies – Der Piratensender (Fernsehserie)
- 2002: Mord im Haus des Herrn (Fernsehfilm)
- 2002: Mörderherz (Fernsehfilm)
- 2003: Donau, Duna, Dunaj, Dunav, Dunarea (Kino)
- 2003: Tatort – Dschungelbrüder (Fernsehreihe)
- 2005: Wolffs Revier – Gebrannte Kinder (Fernsehserie)
- 2005–2006: Bis in die Spitzen (Fernsehserie, vier Episoden)
- 2006: Asudem (Kino, Regie: Daryush Shokof)
- 2009: Ein Hausboot zum Verlieben (Fernsehfilm)
- 2011: Unknown Identity (Kino, Actionthriller)
- 2014: Männerhort (Kino, Filmkomödie)
- 2014: Die Staatsaffäre (Fernsehfilm)
- 2015: Schmidts Katze (Kino, Filmkomödie)
- 2020: Berlin Alexanderplatz (Kino, Filmdrama)
- 2020: SOKO Stuttgart – Hotel Futuro (Fernsehserie)
- 2021: Kroymann (Satiresendung, 1 Episode)
- 2021: WaPo Berlin – Preis des Glücks (Fernsehserie)
- 2022: Vikings – Valhalla (Fernsehserie, drei Episoden)
- 2024: Biester (Fernsehserie)
- 2024: SOKO Leipzig (Fernsehserie, Folge Machtspiel)
- 2024: Sarah Kohr – Zement (Fernsehreihe)
- 2024: My Lady Jane (Fernsehserie)
- 2024: Navy CIS für Tammi Mac als „Janice“
- 2025: Exterritorial